# Пиратский узел
Пира́тский у́зел — узел-«самосброс». Состоит из трёх петель. Позволяет спустить предмет вниз (например, ведро) и забрать верёвку обратно. Узел также использовали для привязывания поводьев к коновязи. Пиратский узел — хорош в бытовом пользовании, но не является надёжным для ответственных случаев, а именно, для спуска по верёвке. Аналогичными свойствами обладает ведёрный узел (группа узлов-«самосбросов»). Более надёжным можно считать использование «самосброса Жукова». Применяют строители, пожарные. Также «пиратский» узел изучают бойскауты.

## Способ завязывания
1. Сложить петлю ходовым концом троса и завести за опору.
2. Сложить вторую петлю коренным концом троса и вставить в первую петлю.
3. Сложить третью петлю ходовым концом и вставить во вторую петлю.

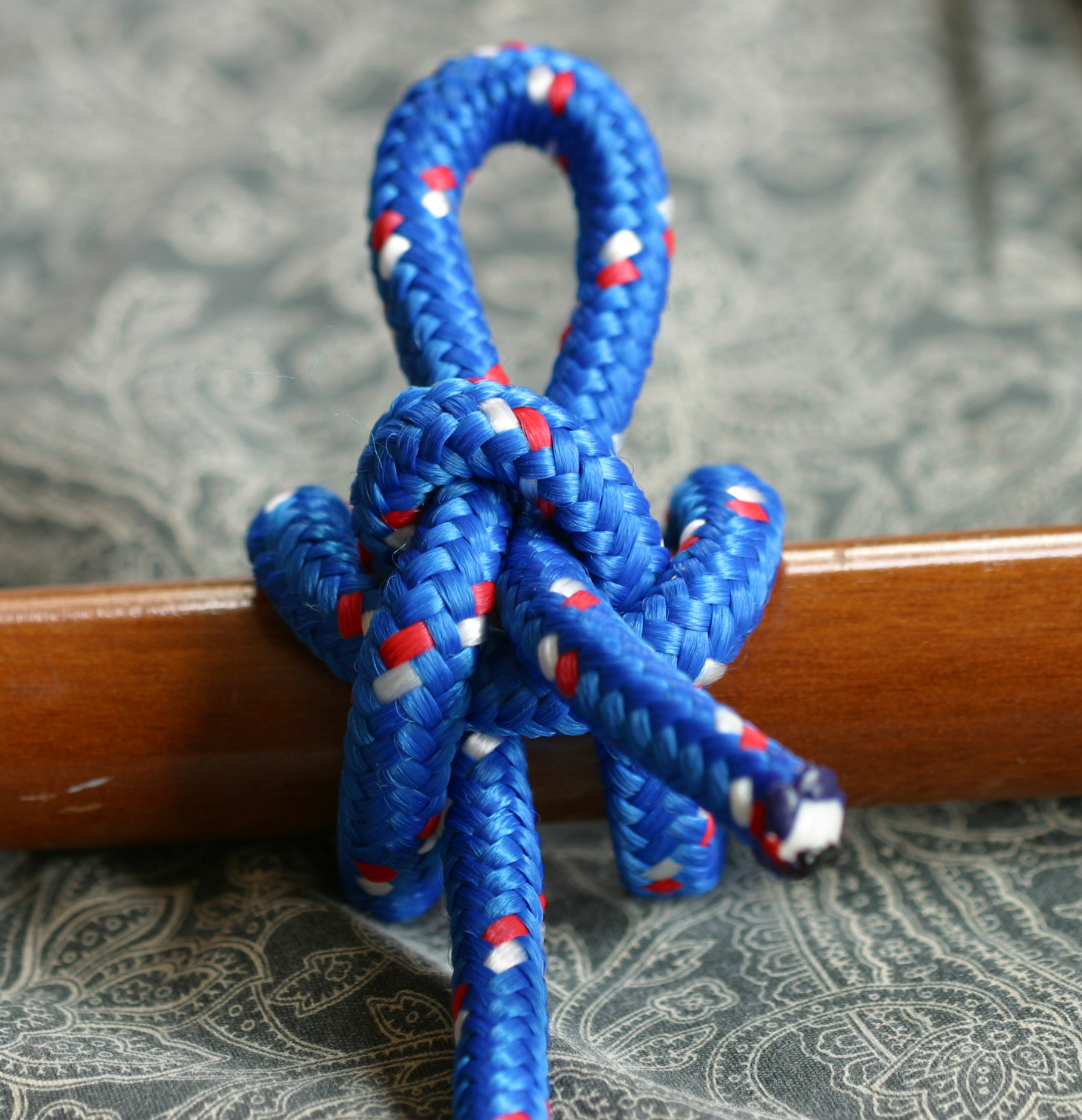
Затянутый «пиратский» узел

4. Затянуть.